# Decaan (universiteit)
Een decaan (Engels: dean, Frans: doyen, Duits: Dekan) (niet te verwarren met decaan in het voortgezet onderwijs) is het hoofd van een faculteit op een universiteit. De decaan heeft de algemene leiding van de faculteit en is verantwoordelijk voor het bestuur en beheer van zijn faculteit. Een decaan is hoogleraar en wordt door het college van bestuur van een universiteit benoemd, meestal voor de duur van twee jaar.
Het woord decaan stamt af van het Latijnse decanus, dat hoofd over tien (man) betekent. De term is afkomstig uit de middeleeuwse kloosterorde. Een klooster was meestal georganiseerd in groepen van tien monniken, waarvan een decaan aan het hoofd stond.